# Mango (azienda)
Punto Fa, S.L., che opera con il nome di Mango è un marchio di abbigliamento e accessori fondato a Barcellona in Spagna nel 1984 da Isak Andic e Nahman Andic.

## Storia
L'azienda è stata fondata da due fratelli spagnoli di origini turche, e si è espansa in modo significativo in Spagna e a livello internazionale. È stata una delle prime aziende catalane a sbarcare online, avendo lanciato il sito web nel 1995 e il negozio online nel 2000.
A partire dall'autunno 2011 la testimonial di Mango è stata Kate Moss, per poi essere sostituita dalla modella australiana Miranda Kerr. Nel 2008 viene lanciata la linea uomo, che ha avuto come testimonial il calciatore francese Zinédine Zidane e il catalano Gerard Piqué. L'azienda ha più di 300 negozi in Spagna e più di 70 in Italia.